# ハンティントン・ウィルソン

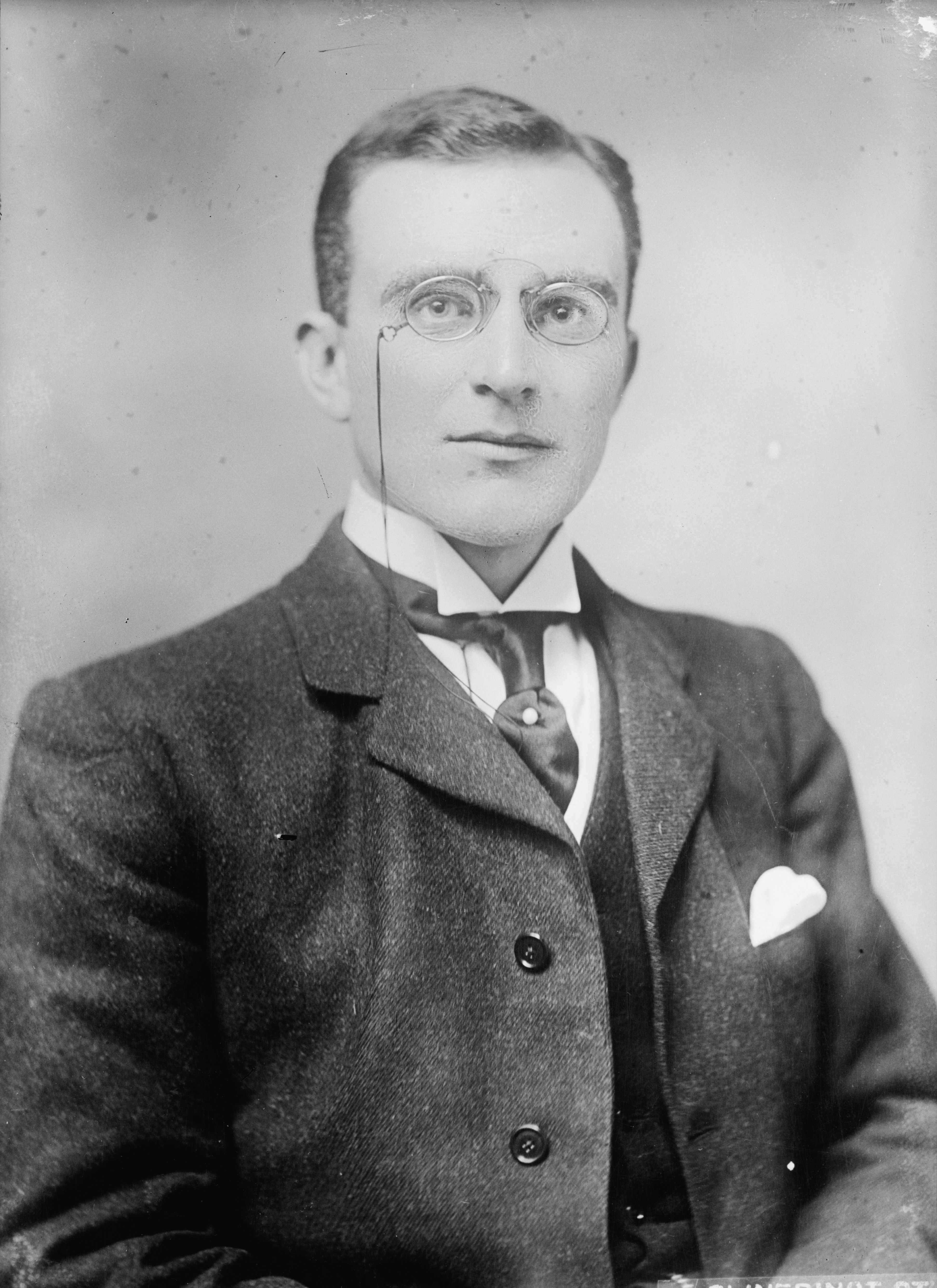
ハンティントン・ウィルソン

フランシス・メアーズ・ハンティントン・ウィルソン（Francis Mairs Huntington Wilson, 1875年 - 1946年）は、アメリカ合衆国の政治家、外交官。

## 生涯
ウィルソンは1906年7月2日から1908年12月30日までアメリカ合衆国第三国務次官補を務めた。1908年12月17日、ウィルソンは在ルーマニアアメリカ合衆国特命全権公使、在セルビアアメリカ合衆国特命全権公使、および在ブルガリアアメリカ合衆国外交官として任命を受け、就任の宣誓を行ったが、赴任しなかった。1909年1月11日、ウィルソンは在アルゼンチンアメリカ合衆国特命全権公使として任命を受け、就任の宣誓を行ったが、赴任しなかった。ウィルソンは1909年3月5日から1913年3月19日までアメリカ合衆国国務次官補を務めた。

## 著作物
- Address of the Hon. Huntington Wilson,: Assistant secretary of state, at the third National peace congress, Baltimore, May 4, 1911 (1911)
- Save America: ("stultitia"), an appeal to patriotism (1914)
- Stultitia,: A nightmare and an awakening; in four discussions (1915)
- The relation of government to foreign investment, (American Academy of Political and Social Science. Publication) (1916)
- The peril of hifalutin (1918)
- Memoirs of an ex-diplomat (1945)